# Războiul ascuns dintre Israel și Iran
Războiul ascuns dintre Israel și Iran,  Războiul Rece dintre Israel și Iran sau „Războiul din umbră” dintre Israel și Iran este un război prin intermediari (război proxy) în desfășurare între Iran și Israel. Conflictul implică amenințări și ostilitate din partea liderilor iranieni împotriva Israelului și obiectivul declarat al acestora de a dizolva statul evreu printr-un referendum popular. Iranul a oferit finanțare, arme și antrenament unor grupări teroriste, precum Hezbollahul șiit din Liban, Hamas și Jihadul Islamic Palestinian (PIJ) ambele din Fâșia Gaza, care au promis și au efectuat atacuri asupra Israelului și care au fost desemnate ca organizații teroriste de multe țări. Din cauza ostilității Iranului față de Israel, Israelul este, de asemenea, îngrijorat de programul de arme nucleare și de programul de rachete al Iranului și încearcă să destabilizeze aliații și împuterniciții Iranului, precum și să prevină creșterea influenței Iranului în Siria, un alt inamic jurat al Israelului.

## Evoluția conflictului

### 2020
În ianuarie 2020 Israelul și Statele Unite au fost acuzate de uciderea generalului iranian Qasem Soleimani, șeful forțelor de elită Quds . Soleimani a fost ucis in Irak și era comandantul unității paramilitare de elită a Gărzilor Revoluționare Iraniene, specializată în operațiuni externe clandestine . În replică la uciderea generalului iranian, Iranul a executat un spion care a ajutat SUA și Israelul cu informații privind locul în care se afla generalul Soleimani .

### 2023
În ianuarie 2023 a avut loc un atac cu drone asupra unei baze militare din Iran care a produs incendii la mai multe facilități militare și industriale . Atacul din orașul central Isfahan a avut loc în contextul tensiunilor dintre Iran și Vest cu privire la activitatea nucleară a Teheranului și la furnizarea de arme - inclusiv „drone sinucigașe” cu rază lungă de acțiune - pentru ca Rusia să poarte războiul Ucraina . La câteva zile după incident, ambasadorul iranian la Națiunile Unite a susținut într-o scrisoare deschisă adresată secretarului general al ONU că Israelul este responsabil pentru atacul de la fabrica militară  .